# Sutcliffe Park
Sutcliffe Park est un parc public de 16,7 hectares situé à Eltham, dans le Royal Borough de Greenwich, à Londres. Une grande partie du parc est une réserve naturelle locale , et un site d'importance capitale pour la conservation de la nature, de degré II,. La faune comprend les libellules, les demoiselles, les martins-pêcheurs, les fauvettes. La rivière Quaggy traverse le parc, qui comprend une piste d’athlétisme et une salle de sport en plein air. Il a reçu un drapeau vert pour 2012-13.

## Histoire
Le site s'appelait autrefois Harrow Meadow. Il était sujet aux inondations et, dans les années 1930, lorsque la zone environnante a été aménagée pour le logement, le conseil de l'arrondissement métropolitain de Woolwich a saccagé la rivière Quaggy et aménagé le site en terrain de jeu. Il a été ouvert en 1937 en tant que parc, du nom d'un ancien ingénieur de l'arrondissement. Les zones entourant le parc ont encore souffert des inondations et, dans les années 1990, le niveau du sol a été abaissé dans une partie du parc afin de contenir les eaux de crue, tandis que la rivière a été restaurée en méandre au niveau du sol. Le projet prévoit également de réaménager le parc afin de mettre l'accent sur la biodiversité et les avantages écologiques, avec des zones humides et un lac. Le parc a été rouvert en 2004.

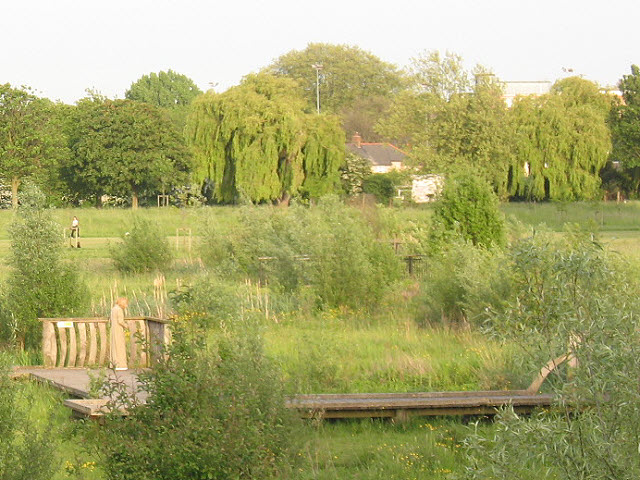
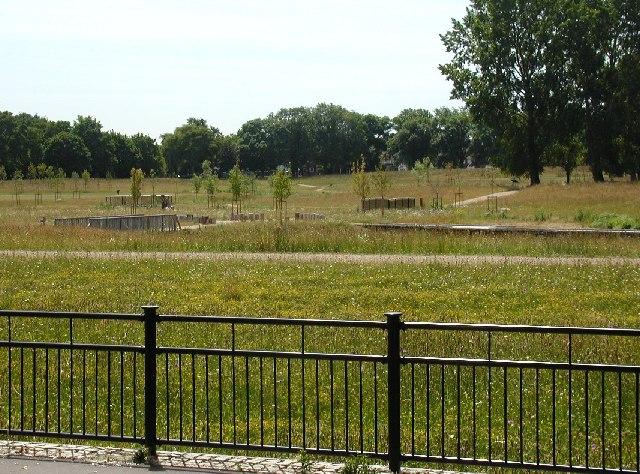
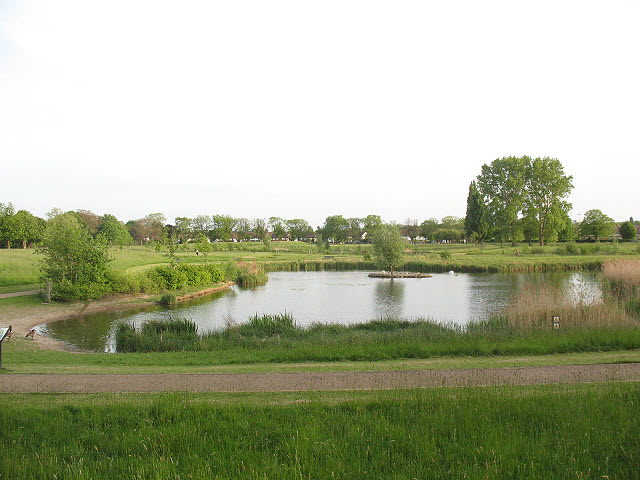
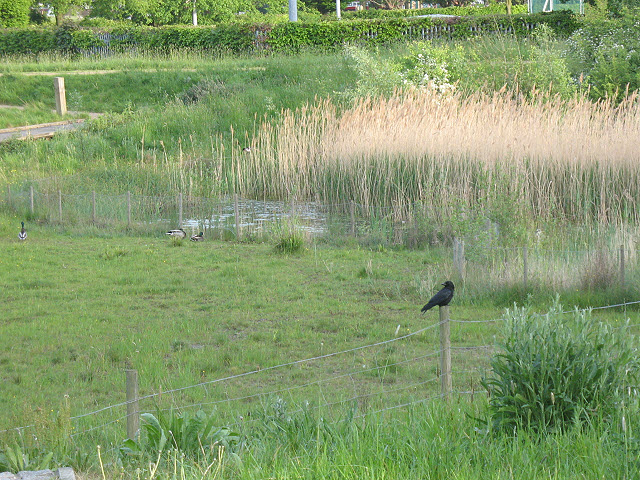

## Accès
Il y a un accès depuis Tudway Road et Eltham Road.